# Kleine Schlangennadel
Die Kleine Schlangennadel (Nerophis ophidion) ist eine Knochenfischart aus der Familie der Seenadeln, die an den Küsten des östlichen Atlantiks von Südnorwegen bis Marokko, rund um die Britischen Inseln, im Mittelmeer, im Marmarameer und im Schwarzen Meer vorkommt. Sie fehlt an der Nordseeküste Dänemarks, Deutschlands und der Niederlande. In der Ostsee kommt sie vom Kattegat bis auf die Höhe von Stockholm und der estnischen Insel Saaremaa vor.

## Merkmale
Die Kleine Schlangennadel hat einen sehr langgezogenen, dünnen Körper und wird bis zu 30 Zentimeter lang. Männchen bleiben etwas kleiner. Der Körper ist durch 28 bis 33 knöcherne Ringplatten gepanzert. Die Schnauze mit dem oberständigen Maul ist röhrenförmig ausgezogen. Brust-, Bauch, After- und Schwanzflosse fehlen. Der Anus befindet sich unterhalb des Vorderendes der Rückenflosse.

## Lebensweise
Die Fische leben vor allem an seichten Küsten in Seegras- und Tangwiesen in Tiefen von 2 bis 15 Metern, wobei sie sich im Regelfall am Boden zwischen dem Tang aufhalten und durch ihre Form gut getarnt sind. Sie ernähren sich vor allem von Kleinkrebsen, Fischlaich und Fischlarven, die sie mit dem röhrenartigen Maul aufsaugen.
Von Mai bis August laichen die Rogner, wobei sie etwa 200 bis 300 Eier mit Hilfe ihrer verlängerten Genitalpapille an die Bauchseite des Männchens anheften. Die Männchen befruchten die Eier und tragen sie mit sich herum, bis die Jungfische schlüpfen. Jedes Männchen trägt die Eier eines einzigen Weibchens, aber Weibchen können mit mehreren Männchen ablaichen. Die Jungfische sind beim Schlupf 9 mm lang und leben zunächst pelagisch. Ihre Geschlechtsreife erreichen sie mit einem Alter von zwei Jahren.